# Alberto Campos Hernández
Alberto Campos Hernández OFM (Fresnillo, 5 de junho de 1951) é prelado mexicano da Igreja Católica Romana e vigário apostólico emérito de Vicariato Apostólico de São José do Amazonas.
Alberto Campos Hernández ingressou na Ordem dos Frades Menores e foi ordenado sacerdote em 2 de agosto de 1979.
Em 17 de janeiro de 1998, o Papa João Paulo II o nomeou bispo titular de Vicus Augusti e vigário apostólico de Vicariato Apostólico de São José do Amazonas. A consagração episcopal doou-lhe o arcebispo de Guadalajara, Dom Juan Sandoval Íñiguez, em 30 de maio do mesmo ano. Os co-consagrantes foram Dom Frei Manuel Romero Arvizu OFM, bispo-prelado de Jesús María del Nayar, e Dom Frei Lorenzo Rodolfo Guibord Lévesque OFM, vigário apostólico emérito de São José de Amazonas.
Em 8 de agosto de 2011, o Papa Bento XVI acatou seu pedido de demissão.